# Перелёт Москва — Пекин — Токио

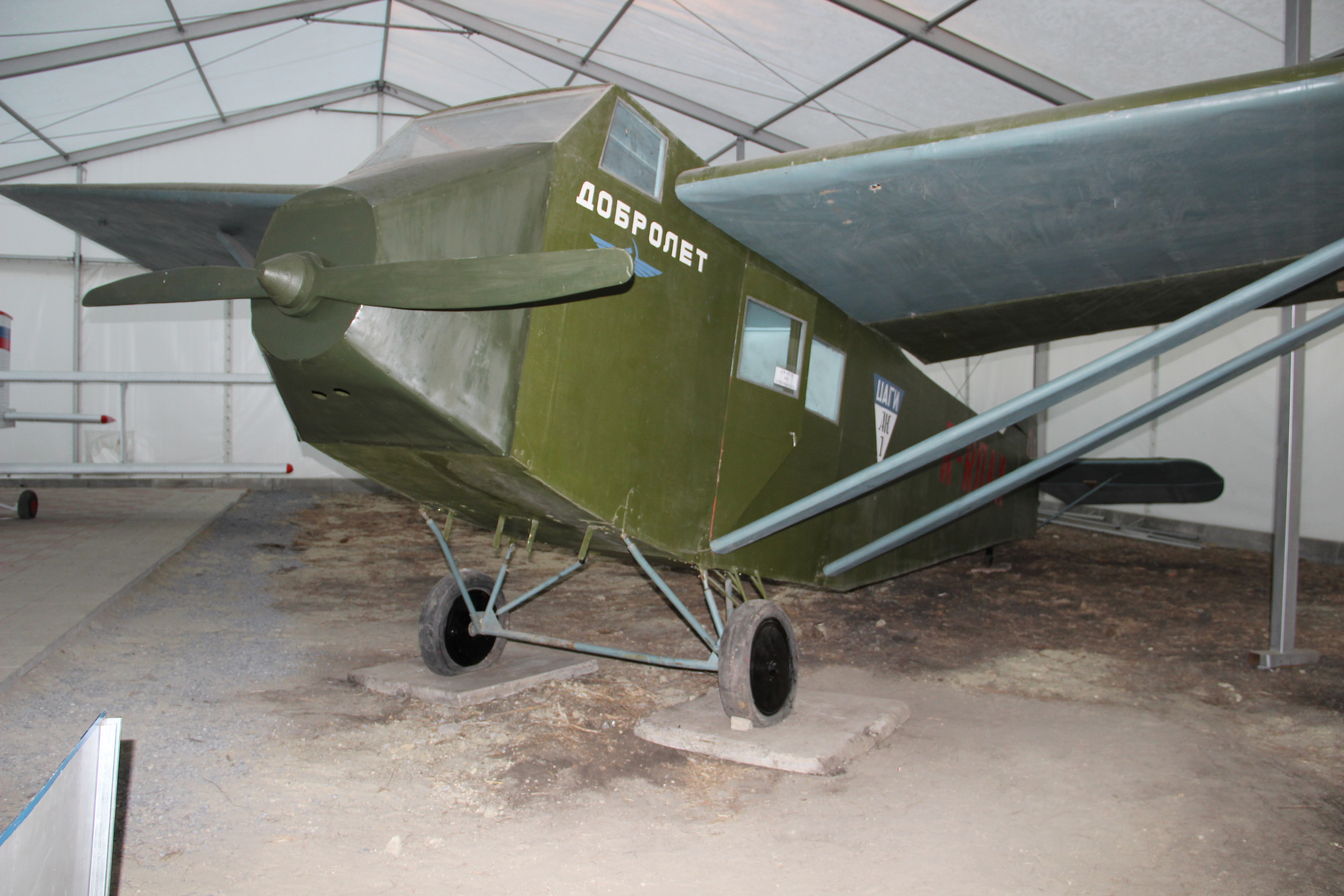
Самолёт АК-1

Перелёт Москва — Пекин — Токио — первый перелёт советских авиаторов через весь СССР с запада на восток, совершённый в 1925 году.
В документах того времени использовались различные названия этого перелёта: «Дальневосточный перелёт», «Перелёт Москва — Монголия — Китай» и «Перелёт Москва — Пекин».

## История
Впервые планы воздушного перелёта через всю Россию с запада на восток рассматривались ещё весной 1914 года, когда в качестве воздушного средства предлагался дирижабль, основой для прокладки маршрута Москва — Владивосток была Сибирская магистраль, так как ориентировались в то время по наземным дорогам. Инициатором этой акции был бывший начальник Офицерской воздухоплавательной школы А. М. Кованько (при его участии был построен первый русский дирижабль), под руководством которого был разработан подробный план. Но начавшаяся Первая мировая война не дала возможность реализации задуманного. К выполнению этого перелёта вернулись только в 1923 году, после окончания Гражданской войны, когда Совет по гражданской авиации при Главвоздухфлоте СССР постановил приступить к разработке проекта перелёта Петроград — Москва — Владивосток.
Проект маршрута был разработан в обществе «Добролёт» под руководством русского летчика Х. Н. Славороссова. Для его выполнения была создана комиссия под председательством П. И. Баранова и его заместителя Р. А. Муклевича, в которую вошли представители Народного комиссариата иностранных дел, инспекции Гражданского воздушного флота, Общества друзей воздушного флота общества «Добролёт», газеты «Правда» и Госкино. Руководителем экспедиции был назначен Исаак Павлович Шмидт — начальник Политического Секретариата ВВС РККА.
Подготовка к перелёту официально началась 20 марта 1925 года. Из шести подготовленных отечественных самолётов Р-1 три должны были участвовать в перелёте, а три отправились поездом в Новониколаевск (ныне Новосибирск) и Иркутск как запасные. Первоначально старт перелёта был назначен на 15 июня, но был перенесён на 10 июня. 27 июня летчики добрались до Иркутска. 5 июля участников перелёта официально встречали в столице Монголии — Улан-Баторе. 8 июля утром самолёты вылетели в Уду (Внутренняя Монголия). 13 июля, спустя 33 дня после старта из Москвы, четыре самолёта прибыли в Пекин, где их ждала торжественная встреча.
Основная программа перелёта была выполнена. Но было решено продолжить перелёт, разделившись на две группы: первая отправлялась из Пекина в Шанхай, а вторая должна была из Мукдена через Сеул, Фузан и Осаку долететь до Токио (данное предложение поступило с японской стороны). В Токио добрались самолёты, пилотируемые М. М. Громовым и М. А. Волковойновым.
В освещении перелёта участвовали корреспонденты журнала «Самолёт» и нескольких военных журналов, газет «Известия», «Правда» и «Ленинградская правда», а также кинооператоры студии «Пролеткино». Отснятый «Пролеткино» материал лёг в основу документального фильма «Великий перелёт» (режиссёр и автор сценария Владимир Шнейдеров, оператор Георгий Блюм; 1925 год).

## Участники перелёта
В перелёте участвовали самолёты Р-1 и Р-2 конструкции Николая Поликарпова, самолёты Ju 13 производства фирмы «Юнкерс» (пассажирские) и самолёт АК-1 (пассажирский) конструкции Александра Калинина:
1. Р-1 R-RMPA, летчик: М. М. Громов, механик: Е. В. Родзевич (заводской номер самолёта 2738).
2. Р-1 R-RMPB, летчик: М. А. Волковойнов, механик: В. П. Кузнецов (заводской номер самолёта № 2733).
3. Р-2 R-RMPE, летчик: А. Н. Екатов, механик: Ф. М. Маликов (заводской номер самолёта № 2601).
4. Ju 13 R-RDAP, летчик: И. К. Поляков, механик: И. В. Михеев.
5. Ju 13 R-RDAO, летчик: Н. И. Найдёнов, механик: В. В. Осипов.
6. АК-1 R-RDAX, летчик: А. И. Томашевский, механик: В. П. Камышев.

Постановлением ЦИК СССР (от 17 июля 1925 года) участники перелёта Москва—Пекин были награждены орденами Красного Знамени, а лётчикам были присвоены звания заслуженных лётчиков СССР. Также они были награждены китайскими орденами. Руководитель экспедиции был награждён И. П. Шмидт орденом Красного Знамени, а также званием «лётчик-наблюдатель».
В Японии лётчики и механики были представлены к ордену Восходящего солнца — одной из самых высоких наград этой страны, но она была отклонена советским правительством и ордена были заменены ценными подарками — серебряными вазами для цветов.